# Vitrai-sous-Laigle
Vitrai-sous-Laigle település Franciaországban, Orne megyében. Lakosainak száma 213 fő (2022. január 1.). Vitrai-sous-Laigle Irai, Gournay-le-Guérin, Beaulieu, Chandai, Crulai és Saint-Ouen-sur-Iton községekkel határos.

## Népesség
A település népessége az elmúlt években az alábbi módon változott:
| Lakosok száma | 216  | 226  | 235  | 232  | 230  | 231  | 225  | 219  | 213  |
|               | 2013 | 2015 | 2016 | 2017 | 2018 | 2019 | 2020 | 2021 | 2022 |